# Estació d'esquí de Formiguera
L'Estació d'esquí de Formiguera és una estació d'esquí del poble i terme de Formiguera, a la comarca nord-catalana del Capcir.
Les seves pistes estan situades a la zona més muntanyosa del terme de Formiguera, al nord-oest del poble d'aquest nom, a uns 3 quilòmetres de distància.

## Pistes i serveis
En aquesta estació hi ha 17 pistes esquiables, tres de verdes, set de blaves, vuit de vermelles i una de negra. Hi ha també una pista lúdica MULTIGLISS, un boarder cross, un Air bag i una zona de free-ride, així com itineraris d'esquí de muntanya i de raquetes, que formen part de l'estació. Hi ha set remuntadors: dos telecadires, quatre telesquís d'arrossegament i una cinta coberta. També hi ha pistes d'esquí de muntanya.
L'Escola d'esquí de Formiguera té professors bilingües. Els nens poden anar amb ells al Club PiouPiou.
Hi ha quatre pàrquings a peu de pistes, un autobús que relliga el poble amb l'Estació, una sala de picnic gratuïta, amb terrassa i un restaurant i un establiment de menjar ràpid a peu de pista.

## Història
L'estació obrí el 1973 gràcies a una ruta de 4 km que anava des del poble cap a la Coma de la Calmasella, a 1750 m alt, conegut per la seva abundor de neu. Va començar amb tres telesquís, una pista roja, una de blava i una de verda en els vessants de les Perxes Blanques. El 1976 s'hi afegí un quart telesquí i una pista negra. Deu anys més tard, el 1986 es bastí l'edifici d'acolliment a peu de pistes.
El 1989, el nou equip municipal entrant va decidir impulsar decididament la Unitat Turística Nova que l'equip de govern anterior havia abandonat, i es va configurar l'estació tal com és ara. Es modernitzaren els telesquís i se n'hi van afegir, a més d'ampliar la superfície esquiable.
Des del 1989, el desenvolupament de l'estació es va orientar cap a l'eficàcia, amb nous equipaments per fer front a l'escalfament climàtic.